# دعوى مدنية (كتاب)
دعوى مدنية هو كتاب واقعي للكاتب جوناثان هار حول قضية تلوث المياه في ووبرن، ماساتشوستس خلال الثمانينيات. أصبح الكتاب من أكثر الكتب مبيعًا وفاز ب جائزة دائرة نقاد الكتاب الوطنية.
تمحورت القضية حول المدعية أندرسون ضد شركة كريوفاتش. وكان أول قرار تم اتخاده في القضية هو القرار 96 ف. ر. 431 برفض طلب المدعى عليهم بالفصل في الدعوى.
عام 1998 جسد فيلم حمل نفس الاسم القصة، قام ببطولته جون ترافولتا في دور جان شليشتمان وروبرت دوفال في دور جيروم فاشر.